# Параконус
 Тази статия е за зъбната туберкула.  За анулирането на космическа мисия вижте Параконус (космос).  
Параконусът е туберкула на кътниците на горното съзъбие на хоминидите. Намира се на букална мезиална площ на зъба. Гребените между туберкулите са приспобления за оклузия и дъвчене.
Други туберкули на горното съзъбие на човека включват протоконус, метаконус и хипоконус.